# Meschyritsch (Pawlohrad)
Meschyrytsch (ukrainisch Межиріч; russisch Межирич Meschiritsch) ist ein Dorf in der ukrainischen Oblast Dnipropetrowsk mit etwa 4100 Einwohnern (2006).

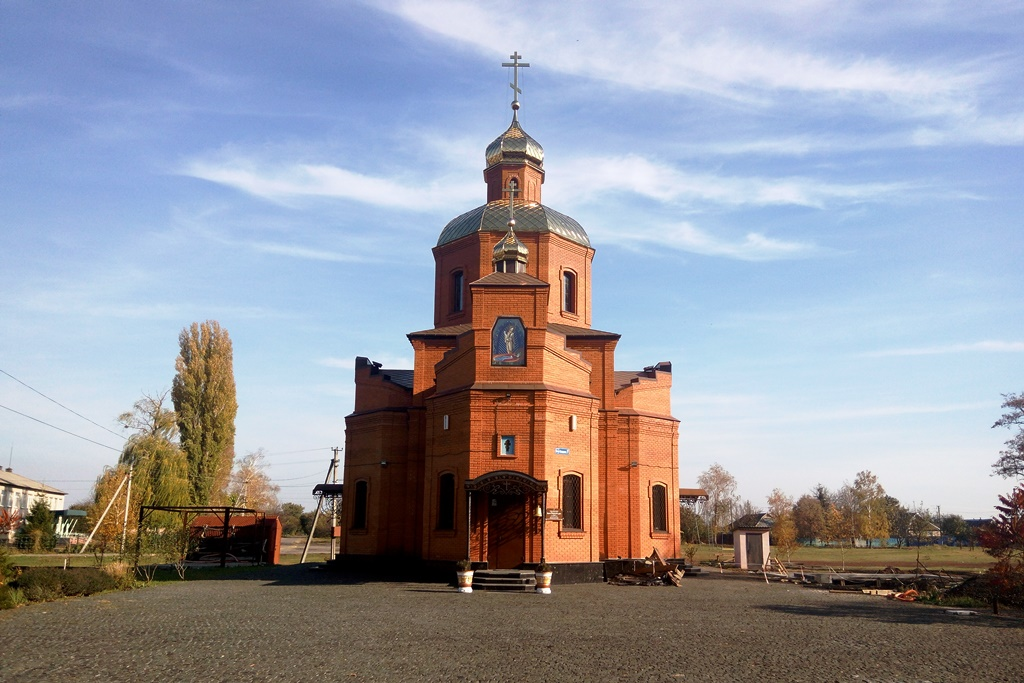
Kirche im Ort

Das Dorf liegt im Nordwesten der Stadt Pawlohrad am linken Ufer der Wowtscha und an der Europastraße 50 / Fernstraße M 04. Das Oblastzentrum Dnipro liegt 67 km westlich von Meschyrytsch.

## Verwaltungsgliederung
Am 24. April 2017 wurde das Dorf zum Zentrum der neugegründeten Landgemeinde Meschyritsch (Межиріцька сільська громада/Meschyrizka silska hromada). Zu dieser zählen auch die 9 in der untenstehenden Tabelle aufgelisteten Dörfer sowie die Ansiedlungen Mineralni Wody und Nowoseliwske, bis bildete es zusammen mit den Dörfern Datschne, Domacha, Oschenkiwka und Tscherwona Nywa sowie der Ansiedlung Nowoseliwske die gleichnamige Landratsgemeinde Meschyritsch (Межиріцька сільська рада/Meschyrizka silska rada) im Westen des Rajons Pawlohrad.
Folgende Orte sind neben dem Hauptort Meschyritsch Teil der Gemeinde:
| Name                        | Name                | Name                                       |
| ukrainisch transkribiert    | ukrainisch          | russisch                                   |
| --------------------------- | ------------------- | ------------------------------------------ |
| Bulachiwka                  | Булахівка           | Булаховка (Bulachowka)                     |
| Datschne (bis 2016 Kotowez) | Дачне (Котовець)    | Дачное (Datschnoje)/Котовец                |
| Domacha                     | Домаха              | Домаха                                     |
| Karabyniwka                 | Карабинівка         | Карабиновка (Karabinowka)                  |
| Lymanske                    | Лиманське           | Лиманское (Limanskoje)                     |
| Mineralni Wody              | Мінеральні Води     | Минеральные Воды (Mineralnyje Wody)        |
| Nowooleksandriwske          | Новоолександрівське | Новоалександровское (Nowoaleksandrowskoje) |
| Nowoseliwske                | Новоселівське       | Новосёловское (Nowosjolowskoje)            |
| Oschenkiwka                 | Оженківка           | Оженковка (Oschenkowka)                    |
| Tscherwona Dolyna           | Червона Долина      | Червоная Долина (Tscherwonaja Dolina)      |
| Tscherwona Nywa             | Червона Нива        | Червоная Нива (Tscherwonaja Niwa)          |